# Vera Cruz (Edu Falaschi)
Vera Cruz è il terzo album solista di Edu Falaschi, ex frontman di Angra e Almah, due power/speed metal brasiliane.

## Il disco
L'album è di fatto il secondo disco di Falaschi composto interamente da inediti, considerato che le tre precedenti produzioni sono state una raccolta di successi ri-arrangiati, un disco live e un EP. 
La band che accompagna il cantautore è composta da un altro prestigioso ex-Angra, il batterista Aquiles Priester, e due ex componenti degli Almah, Raphael Dafras e Diogo Mafra, già presenti nelle ultime produzioni di Falaschi. Nel disco compare anche Max Cavalera come special guest.

## Tracce
1. Burden
2. The Ancestry
3. Sea Of Uncertainties
4. Skies In Your Eyes
5. Frol De La Mar
6. Crosses
7. Land Ahoy
8. Fire With Fire
9. Mirror Of Delusion
10. Bonfire Of The Vanities
11. Face Of The Storm – feat. Max Cavalera
12. Rainha do Luar – feat. Elba Ramalho

## Formazione

### Principale
- Eduardo Falaschi - voce
- Diogo Mafra - chitarra
- Roberto Barros - chitarra
- Raphael Dafras - basso
- Fábio Laguna - tastiere
- Aquiles Priester - batteria, percussioni

### Ospiti
- Max Cavalera (Soulfly)
- Elba Ramalho